# لوراک لوهان
لوراک لوهان (به انگلیسی: Lurak-Luhhan) یا انبی لوآ (به انگلیسی: Enbi-Lua) یا انپی لوخان (به انگلیسی: Enpi-Lukhkhan) یکی از شاهان ایرانی در دورهٔ ایلام بود.
بر پایه فهرست شاهان سیماشکی که در شوش به دست آمده‌است، لوراک لوهان پنجمین شاه سیماشکی بوده‌است. پس از سال دوم پادشاهی ایبی سین (۲۰۲۸پ. م)، لوراک لوهان به مناطق جنوبی ایلام که در دست دودمان سوم اور بود، رخنه کرد و چیرگی خاندان اور در این نواحی را با خطر روبه رو کرد. ولی در ۲۰۲۲پ. م از سپاه اور شکست خورد و به اسارت درآمد و به اور برده شد.
بنابر یک دیدگاه وی همان هوتران تمتی است که در نوشته‌های سده‌های بعدی ایلامی، از او چندبار یاد شده‌است.

## کتابشناسی
- قشقائی، حمیدرضا، گاهنمای ایلامیان، تهران، اوگان، ۱۳۹۰.
- کامرون، جرج، ایران در سپیده دم تاریخ، ترجمهٔ حسن انوشه، تهران، علمی و فرهنگی، ۱۳۷۲.
- مجیدزاده، یوسف، تاریخ و تمدن ایلام، تهران، مرکز نشر دانشگاهی، ۱۳۷۰.
- هینتس، والتر، دنیای گمشدهٔ ایلام، ترجمهٔ فیروز فیروزنیا، تهران، علمی و فرهنگی، ۱۳۷۱.
- Potts, D. T. , The Archaeology of Elam, Cambridge University Press, 1999.